# Dùn Èistean
Dùn Èistean (schottisch-gälisch Dùn Othail) ist ein mehrperiodisch genutztes Dun auf einem mit einer Brücke verbundenen Stack in der Nähe von Knockaird (schottisch-gälisch Cnoc Àrd) in der Region Port of Ness (schottisch-gälisch Port Nis) an der Nordostküste der Insel Lewis der Äußeren Hebriden in Schottland.
Die Ruinen zweier großer Gebäude und Gruppen miteinander verbundener zellenartiger Strukturen sind zwischen den grasbewachsenen Hügeln, dem Teich und einer niedrigen Rasenmauer zu sehen, die das Gelände umschließt. Das auffälligste Merkmal ist der große runde Trümmerhaufen eines Brochs am höchsten Punkt des Stacks an der Nordostseite.
Die Insel besitzt alles Notwendige für eine Nutzung, sogar eine Trinkwasserversorgung in Form eines künstlichen Teiches. Nach der Überlieferung ist Dùn Èistean eine traditionelle Hochburg des Clan Morrison – vom 15. bis 17. Jahrhundert eine sehr mächtige Familie innerhalb der Lordschaft der Inseln.
An der Küste von Lewis und den westlichen Inseln gibt es eine Reihe ähnlicher Orte wie Dùn Èistean. Es gibt dort Belege für Aktivitäten in der Eisenzeit oder in früheren Perioden. Wahrscheinlich warten unterhalb der späteren Gebäude ähnliche Belege auch in Dùn Èistean auf ihre Entdeckung.
In der Nähe stehen die Clach Stein.